# SN 2010jz
SN 2010jz – supernowa typu Ia odkryta 2 listopada 2010 roku w galaktyce A071715+4523. W momencie odkrycia miała maksymalną jasność 18,00m.